# Мец, Жан де
Жан де Мец, также известный как Жан де Нуйонпон (фр. Jean de Metz, Jean de Nouillonpont) (родился в 1406 или 1398 — умер после 1456) — французский дворянин, участник заключительного этапа Столетней войны, соратник Жанны д’Арк.

## Биография
Его имя происходит от деревни Нуйонпон, расположенной в Мёзе, Лотарингия. Согласно книге Виты Сэквилл-Уэст St. Joan of Arc, он был «относительно благородного происхождения», хотя его родители не были дворянами. Он попадал в неприятности «за ругань с „гадким слугой“ и за бросание награды на землю», но всё же он был обычным «человеком меча».
Его знакомство с Жанной состоялось, когда она приехала в Вокулёр в 1428 году. В то время он был оруженосцем Робера де Бодрикура, капитана города. Во время их встречи он спросил её, кто является её господином. Жанна ответила: «Бог». Де Мец обеспечил её мужской одеждой, в которой она намеревалась предстать перед королём Франции Преданность и доверие де Меца и его товарища Бертрана де Пуланжи Жанне также заставили Бодрикура помочь ей.
Де Мец фактически стал лидером «маленького отряда» сопровождения Жанны до Шинона, где она встретилась с королём Карлом VII. После этого де Мец помог Жанне получить лошадь и обмундирование. Де Мец запросил у короля 425 ливров для покрытия затрат на «Деву» и себя самого, в том числе и на броню. Хоть некоторые подозревали недоброе в том, что мужчины путешествуют с незамужней девушкой, де Мец заявлял на суде, что он, Пуланжи и Жанна («La Pucelle» (с фр. — «Девственница»)) спали бок о бок, когда останавливались на ночь, при том её одежды были «плотно закрыты», и у него никогда не было сексуального влечения к ней «по причине силы, что предвидел в ней».
После казни Жанны в 1431 году де Мец не был забыт: в 1444 году Карл VII пожаловал ему дворянский титул в признание его заслуг «в наших войнах и прочем».
Одиннадцать лет спустя на оправдательном процессе Жанны д’Арк де Мец был свидетелем, описанным как «дворянин из Вокулёра».

## Альтернативные версии
Сэквилл-Уэст ссылается в приложении на теорию Жана-Батиста Иосифа Аройя (фр. Jean-Baptiste Joseph Ayroles), которая говорит, что действия де Меца (особенно после того, как он оставил её по её прибытии в Нанси) могут иметь смысл только в случае, если он был «кем-то вроде шпиона», засланного, скорее всего, по приказу Бодрикура, чтоб проверить, правдивы ли её слова. Аргументом в пользу этой теории является нарушение де Мецем обещания, данного Жаку, отцу Жанны. Сэквилл-Уэст находит его теорию ошибочной, исходя из нескольких практических соображений, но в то же время не выдвигает своих контраргументов.

## Образ Жана де Меца в культуре
- В сериале 1999 года «Жанна д’Арк» роль Жана де Меца исполнил канадский актёр Чад Виллетт[англ.]. По сюжету сериала де Мец «постепенно влюбляется в святую», но никогда не говорит ей о своих чувствах[7], которым остаётся верен даже после казни Жанны.

- Де Мец — игровой персонаж в видеоигре 2004 года Wars and Warriors: Joan of Arc[фр.][8], а также второстепенный персонаж в видеоигре 1999 года Age of Empires II: The Age of Kings, и главный герой игры для PSP 2007 года Jeanne d'Arc.